# Блустрик
Блустрик (Bluestreak) је име неколико ликова из популарних цртаних серија Трансформерси, заснованој на популарној линији играчака који су произвели Такара и Хасбро.

## Блустрик
Блустрик много воли да прича, он просто не може да стане. Другим аутоботима то често не смета а чак им и помаже у подизању расположења. Упркос томе Блустрик има и своју мрачну страну - На почетку рата, Блустриков дом је потпуно разорен од стране десептикона. Он је био једини преживели. Често причајући покушава на тај начин да заборави своја лоша сећања и страхове. Презире рат а још више десептиконе. Трансформише се у сребрног дацуна.

### Анимирана серија
Блустрик је углавном служио као ратник на бојном пољу, често опуштајући друге Аутоботе својим духовитим коментарима.
Првобитно се појавио као један од оригиналних Аутобота на Земљи. Заједно са свим Десептиконима и Аутоботима из сезоне 1 се срушио на Земљу и био искључен наредних 4 милиона година. Поново је активиран 1984 те године. Телетран 1 му је дао земаљски алтернатвини облик аутомобила Datsun 280ZX. У пилот епизоди Блустрик је први пут виђен са Ајронхајдом који је јурио за Десептиконима. Блустрик је покушавао да га смири причом. Скајворп их је тада напао, телепортовао се и погодио погодио Ајронхајда у леђа. Ајронхајд се сурвао у језеро а Блустрик је запливао за њим да га спасе.
У епизоди Велики преокрет, Блустрик и његов брат близанац Праул су замало погинули када су покушали да поставе заседу ослабљеном Старскриму, Саундвејву и Тандеркрекеру у војном хангару. Још једна важна Блустрикова улога је у епизоди Завади па владај где су он, Ајронхајд, Трејлбрејкер и Бамблби и људски савезник Чип отпутовали на Киботрон у намери да донесу виталну компоненту из Вилџекове радионице како би спасили живот Оптимусу Прајму. На крају су успели и Оптимус је поразио Десептиконе.
Блустрик је такође учествовао у трци Транс Европа Експрес у хумантиране сврхе од Париза до Истанбула. Трку су наместили Десептикони како би украли возило Америчког тркача Огија Канаја. Легура из мотора би била коришћена заједно са Бахудинијевим бисером, справом која може да контролише време. Стантикони су украли кола, па је арогантни Оги Канај био принуђен да вози Блустрика до циља. Трку су завршили победом а касније су се прикључили Бамблбију и Трексу у борби против Десептикона.
Блустриково задње појављивање је било у филму Трансформерси, где је виђен како помаже Купу и Хаферу да уклоне блокаду на путу, пре него што је Хот Род почео да пуца на шатл Десептикона. Иако није био на списку убијених Аутобота за филм, могуће је да је пао или се потпуно повукао из борбе. После филма се није више појављивао, највероватније због тога што се глумац Кејси Касем повукао из серије.